# Борисовський тракт (станція метро)
53°56′21″ пн. ш. 27°40′02″ сх. д. / 53.93917° пн. ш. 27.66722° сх. д.
Бори́совський тракт (біл. Бары́саўскі тракт) — станція Московської лінії Мінського метрополітену, розташована між станціями «Схід» і «Уруччя».
Відкрита 7 листопада 2007 року разом із станцією «Уруччя» у складі 3-ї черги Московської лінії. Має вихід до Білоруського національного технічного університету.

## Конструкція станції
Колонна двопрогінна мілкого закладення з однією острівною платформою.

## Колійний розвиток
Станція без колійного розвитку.

## Пересадки
- Автобус: 15, 27, 77, 80, 113с, 139;
- Тб: 37, 41, 61

## Оздоблення
Інтер'єр пасажирських приміщень станції «Борисовський тракт» (переходи, касові зали, перонний зал), виконані в єдиному архітектурному стилі. Оздоблення стін, підвісних стель перетікає з одного простору в інше з максимальним насиченням художніми роботами в зоні сходово-ліфтового вузла.
В обробці станції використовуються: полірований граніт для цоколя колійних стін і шліфований для підлоги платформи і вестибюля, мармур для колійних стін і стін вестибюля, бучардований граніт з підвищеною шорсткістю робочої поверхні на сходах і на смузі безпеки по краю платформи, для облицювання колон — металокераміка . Елементи оформлення колон, поручнів і огорож — полірована нержавіюча сталь.
У вестибюлях — глянсова рейкова стеля темно-коричневого кольору, яка на платформі трансформується у центральний карнизний елемент.
Освітлення вестибюлів — люмінесцентними точковими світильниками, перонного залу — закарнізними люмінесцентними лампами по центру і круглими світильниками по краю платформи.

## Галерея

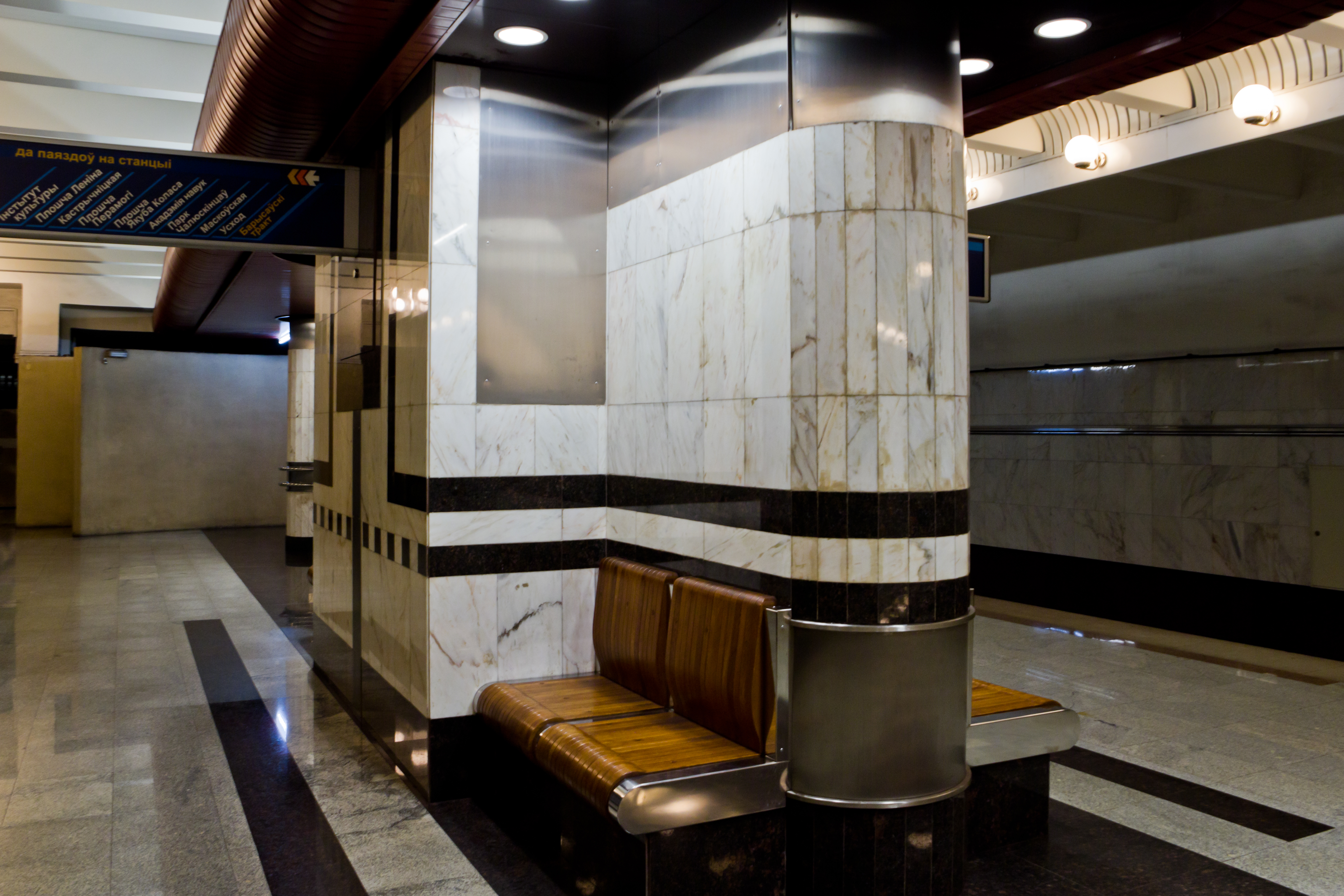
Зал
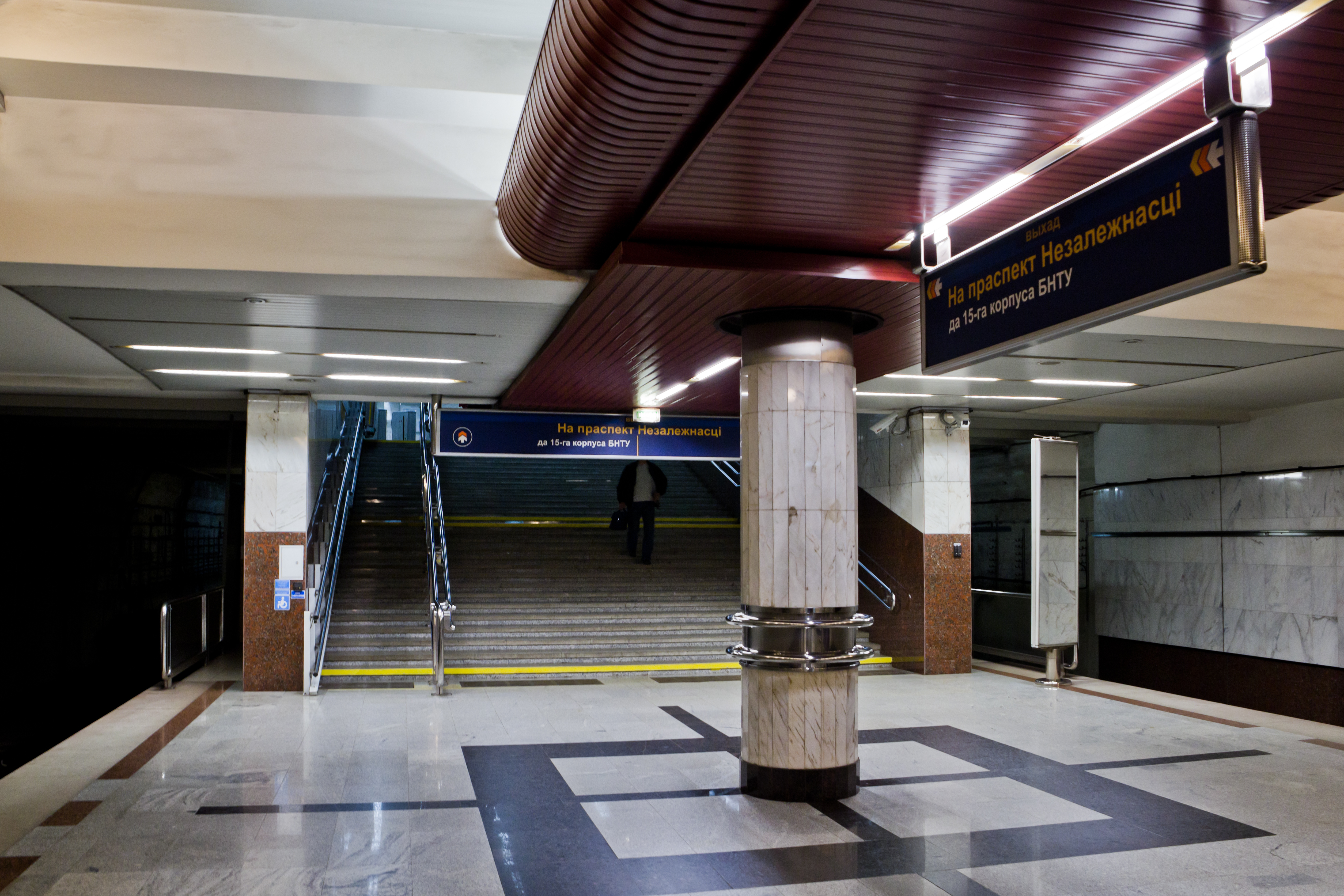
Вихід до міста